# ダニエル積分
数学の微分積分学周辺領域におけるダニエル積分（ダニエルせきぶん、英: Daniell integral）は、初学者が学ぶリーマン積分のようなより初等的な積分の概念を一般化した積分法の一種である。旧来のルベーグ積分の定式化に関して主な障害となっていたのは、積分に対する十分な結果を得るまでに、まずは満足な測度論を展開する必要があったことである。しかし、Percy J. Daniell (1918) ではこの欠点に悩まされることのない別な手法がとられ、旧来の定式化（具体的には、積分の高次元化やさらにスティルチェス積分への一般化など）に対するいくつか特徴的な優位性を見せた。基本的な考え方には、積分の公理化が含まれる。

## ダニエルの公理系
ある集合 X 上で定義される有界な実函数の族 H で以下の二つの公理を満たすものをとる（そして H に属する函数を基本函数 (elementary function) と呼ぶ）。
1. H は通常の（点ごとの）加法とスカラー倍に関して線型空間を成す。
2. 函数 h が H に属するならばその各点の絶対値をとって得られる函数 |h| も H に属す。

さらに、H の各函数 h に対して h の基本積分 (elementary integral) と呼ばれる実数 Ih を対応させる。ここで基本積分は次の三つの公理を満足するものをいう。
1. 線型性: h, k がともに H の元で、α, β が実数ならば{\displaystyle I(\alpha h+\beta k)=\alpha Ih+\beta Ik}が成立する。
2. 非負性: H の元 h が h(x) > 0 を常に満たすならば、Ih ≥ 0 が成立する。
3. 連続性: H の元の列 (hn) が非増大で、X の各点 x において 0 に収束するならば、Ihn → 0 が成立する。

すなわち、基本函数全体のなす空間 H 上に非負値連続線型汎函数 I を定めるのである。
基本函数および基本積分には、任意の函数空間とその上の非負値連続線型汎函数をとることができる。例えば、階段函数全体の成す函数族は上記基本函数の公理系を明らかに満足する。さらに階段函数全体の成す族の基本積分を、階段函数の下にある領域の（符号付）面積として定義すれば、これが基本積分の公理系を満たすことも明らかである。後述するように、ダニエル積分の構成法を階段函数を基本函数にとって適用することで得られる積分の定義は、ルベーグ積分と同値になる。また、連続函数全体の成す族を基本函数として古典的なリーマン積分を基本積分とすることもできるが、そうして得られる積分はルベーグ積分と同値になる。同じことを、有界変動函数に対してリーマン＝スティルチェス積分を用いて行うと、やはりルベーグ＝スティルチェス積分に同値な積分が定まる。
零集合を基本函数の言葉で定義することができる。すなわち、X の部分集合 Z が零集合または測度 0であるとは、任意の ε > 0 に対して H の非負値基本函数列 (hp) をうまく選べば、Ihp < ε かつ Z 上で  hp(x) ≥ 1 とすることができるときに言う。
また、集合が全測度であるとは、その X に関する補集合が零集合であることをいう。集合が、その全測度部分集合の各点で決まった性質を満たすとき、つまりある性質が適当な零集合を除いて成立するとき、その性質はその集合の殆ど至る所成立すると言う。

## ダニエル積分の定義
基本函数として選んだ函数族 H をもとに、より大きな函数のクラス L+ を定める。これは積分 Ihn 全体の成す集合が有界となるような、殆ど至る所非増大な基本函数の列 (hn) の極限として得られる函数全体の成す族である。L+ に属する函数 f の積分 If を、
{\displaystyle If=\lim _{n\to \infty }Ih_{n}}
で定めるとき、この積分が矛盾無く定義されていることが示せる。すなわち、これは f に収束する基本函数列 (hn) の取り方に依らない。
しかし、函数のクラス L+ は一般に、点ごとの減法と負の数によるスカラー乗法に関して閉じていないので、これをさらに広い函数のクラス L へ拡張する。これは、L+ の適当な函数 f, g に対して適当な全測度集合上で差 φ = f − g として表されるような函数 φ 全体の成す族である。L における函数 φ の積分 Iφ を
{\displaystyle I\varphi =If-Ig}
で定めると、やはりこれも矛盾無く定義される。すなわち Iφ は φ の f, g への分解の仕方に依らない。これでダニエル積分が洩れなく構成された。

## 性質
古典的なルベーグ積分論における重要な定理（例えばルベーグの優収束定理、リース＝フィッシャーの定理、ファトゥーの補題、フビニの定理など）はこの構成を用いてもやはり証明することが可能である。ダニエル積分として定式化されたルベーグ積分は旧来のルベーグ積分と同じ性質を有する。

## ダニエル積分の測度
集合と写像の間の自然な対応により、ダニエル積分から測度論を構成することが可能である。すなわち、ある集合の X 指示函数 χX をとったとき、その積分値 IχX をその集合 X の測度 m(X) と定めるのである。このダニエル積分を基にして定義される測度が、古典的なルベーグ測度と同値であることが証明できる。

## 旧来の定式化に対する優位性
この方法で構成される一般の積分は、特に函数解析学の分野において旧来のルベーグ式の積分に対するいくつか優位な点を持つ。既に述べたように、基本函数として有限個の値をとる通常の階段函数をとって得られるダニエル積分の構成は、ルベーグ積分の構成と同値である。しかしながら、積分をより複雑な函数に対してまで拡張するとき（例えば、線型汎函数の積分を定義しようとしたとき）、ルベーグの構成を用いる際に生じる困難を、ダニエル積分の方法は緩和することができる。
ポーランドの数学者ミクシンスキーは、さらに別のより自然なダニエル積分の定式化を、絶対収束級数の概念を用いて行った。ミクシンスキーの定式化はボホナー積分（バナッハ空間に値をとる函数に対するルベーグ式の積分）に対しても通用する。ミクシンスキーの補題を用いれば、零集合に言及することなく積分が定義できる。ミクシンスキーはまた、ボホナー積分に対する多重積分の変数変換定理とボホナー積分に対するフビニの定理とをダニエル積分法を用いて証明した。(Asplund & Bungart 1966) では、実数値函数に対してこの方法による明快な取り扱いがなされており、またダニエル＝ミクシンスキーの方法を用いた抽象的ラドン＝ニコディムの定理の証明が提示されている。

## 関連文献
- Daniell, Percy John (1919), “Integrals in an infinite number of dimensions”, Annals of Mathematics 20:  281–88
- Daniell, Percy John (1919), “Functions of limited variation in an infinite number of dimensions”, Annals of Mathematics 21:  30–38
- Daniell, Percy John (1920), “Further properties of the general integral”, Annals of Mathematics 21:  203–20
- Daniell, Percy John (1921), “Integral products and probability”, American Journal of Mathematics 43:  143–62
- Royden, H. L. (1988), Real Analysis (3rd ed.), Prentice Hall, ISBN 978-0-02-946620-9
- Shilov, G. E.; Gurevich, B. L. (1978), Integral, Measure, and Derivative: A Unified Approach, Richard A. Silverman (trans.), Dover Publications, ISBN 0-486-63519-8

- Taylor, A. E. (1965), General Theory of Functions and Integration (I ed.), Blaisdell Publishing Company, LCCN 65-14566